# Fiorenzo Favero
Fiorenzo Favero, né le 23 octobre 1955 à Padoue (Vénétie), est un coureur cycliste italien, professionnel de 1978 à 1985. 

## Palmarès
- 1977
  - Astico-Brenta
  - Trofeo Gianfranco Bianchin
  - Castellania-Alassio
  - 3e du Grand Prix de l'industrie et du commerce de San Vendemiano
- 1978
  - 2e de la Cronostaffetta

## Résultats sur les grands tours

### Tour d'Italie
7 participations
- 1978 : 77e
- 1979 : 84e
- 1980 : 79e
- 1981 : 80e
- 1982 : 70e
- 1983 : 113e
- 1984 : 109e